# Honcearivka, Svatove
Honcearivka (în ucraineană Гончарівка) este localitatea de reședință a comunei Honcearivka din raionul Svatove, regiunea Luhansk, Ucraina.

## Demografie
Componența lingvistică a localității Honcearivka
     Ucraineană (94,85%)
     Rusă (4,27%)
     Alte limbi (0,15%)
Conform recensământului din 2001, majoritatea populației localității Honcearivka era vorbitoare de ucraineană (94,85%), existând în minoritate și vorbitori de rusă (4,27%).